# Латтарико
Латтарико (итал. Lattarico) — коммуна в Италии, располагается в регионе Калабрия, подчиняется административному центру Козенца.
Население составляет 4137 человек, плотность населения составляет 99 чел./км². Занимает площадь 42 км². Почтовый индекс — 87010. Телефонный код — 0984.
Покровителем коммуны почитается святитель Николай Мирликийский, чудотворец, празднование 6 декабря.